# Victor Fajardo (tỉnh)
Tỉnh Victor Fajardo (tiếng Tây Ban Nha: Provincia de Victor Fajardo) là một tỉnh thuộc vùng Ayacucho của Peru. Tỉnh Victor Fajardo có diện tích 2260 km², dân số thời điểm theo điều tra dân số ngày 11 tháng 7 năm 1993 là 27079 người. Tỉnh lỵ đóng ở Huancapí.